# بول كيد
بول كيد (بالإنجليزية: Paul Kidd)‏ (1963)؛ روائي أسترالي.